# Hontianska Vrbica
Hontianska Vrbica (in ungherese Hontfüzesgyarmat) è un comune della Slovacchia facente parte del distretto di Levice, nella regione di Nitra.